# Mezőkövesd (stacja kolejowa)
Mezőkövesd (węg. Mezőkövesd vasútállomás) – stacja kolejowa w Mezőkövesd, w komitacie Borsod-Abaúj-Zemplén, na Węgrzech. 
Stacja znajduje się na lokalnej linii 80 Budapest – Hatvan - Miskolc - Sátoraljaújhely i obsługuje pociągi regionalne i ekspresowe.

## Linie kolejowe
- Linia 80 Budapest – Hatvan - Miskolc - Sátoraljaújhely